# Yogur griego
El yogur griego (en Europa y América), labne o labna (en el mundo árabe), chakka (Asia central y la India), queso de yogur o, más técnicamente, yogur colado es el yogur que ha sido colado para retirarle el suero de leche, lo que resulta en una consistencia más espesa y cremosa que la del yogur natural, al mismo tiempo que conserva el amargor característico. Este alimento, cuyo origen se señala en Asia Central, tiene una larga tradición de producción casera en las cocinas griega, turca, levantina y otras del Medio Oriente, y del centro y sur de Asia. A menudo se considera ingrediente, y ejemplos de recetas con yogur colado son: el borani persa, el mutabbal árabe, el shrikhand indio, la salsa tarator turca o el tzatziki griego, entre muchos otros. Fue introducido en los mercados de Occidente a partir de los años 1980 bajo el nombre de «yogur al estilo griego» y fue ampliamente aceptado por los consumidores. El yogur griego comercial es principalmente de leche de vaca, mientras que el tradicional suele ser de oveja, vaca o mezcla. En Islandia se produce un lácteo similar llamado skyr.
Hoy en día el proceso de colación natural ha sido sustituido, por motivos comerciales, a centrifugado y filtrado industrial. Por un vacío legal, es más común obtener la textura espesa agregando lípidos extra como nata, grasa butírica o leche en polvo, o bien reduciendo la leche (para evaporar parte de su contenido acuoso). Además de aumentar el índice graso del producto, esto hace difícil y caro encontrar yogur elaborado a la manera tradicional de Medio Oriente y Grecia. En Perú, se permite la denominación «griego» cuando cuenta con un alto contenido de proteínas y cremosidad, características que los consumidores asocian con este tipo de producto.
El colado hace que incluso las variedades sin grasa sean más espesas, ricas y cremosas que sin colar. Dado que el colado elimina el suero, se requiere más leche para hacer yogur colado, lo que aumenta el costo de producción. Espesantes como pectina, goma garrofín, almidones o la goma guar también se suelen utilizar para espesar los yogures. El yogur colado ha aumentado en popularidad en comparación con el yogur sin colar. Dado que el proceso de colado elimina parte de la lactosa, el yogur colado tiene menos azúcar que el yogur sin colar.
Además de contener vitaminas A y D, algunos productos están fortificados con minerales como el zinc. Algunas presentaciones de yogur griego incluyen probióticos, lo que suma beneficios para la salud intestinal.

Colación casera del yogur
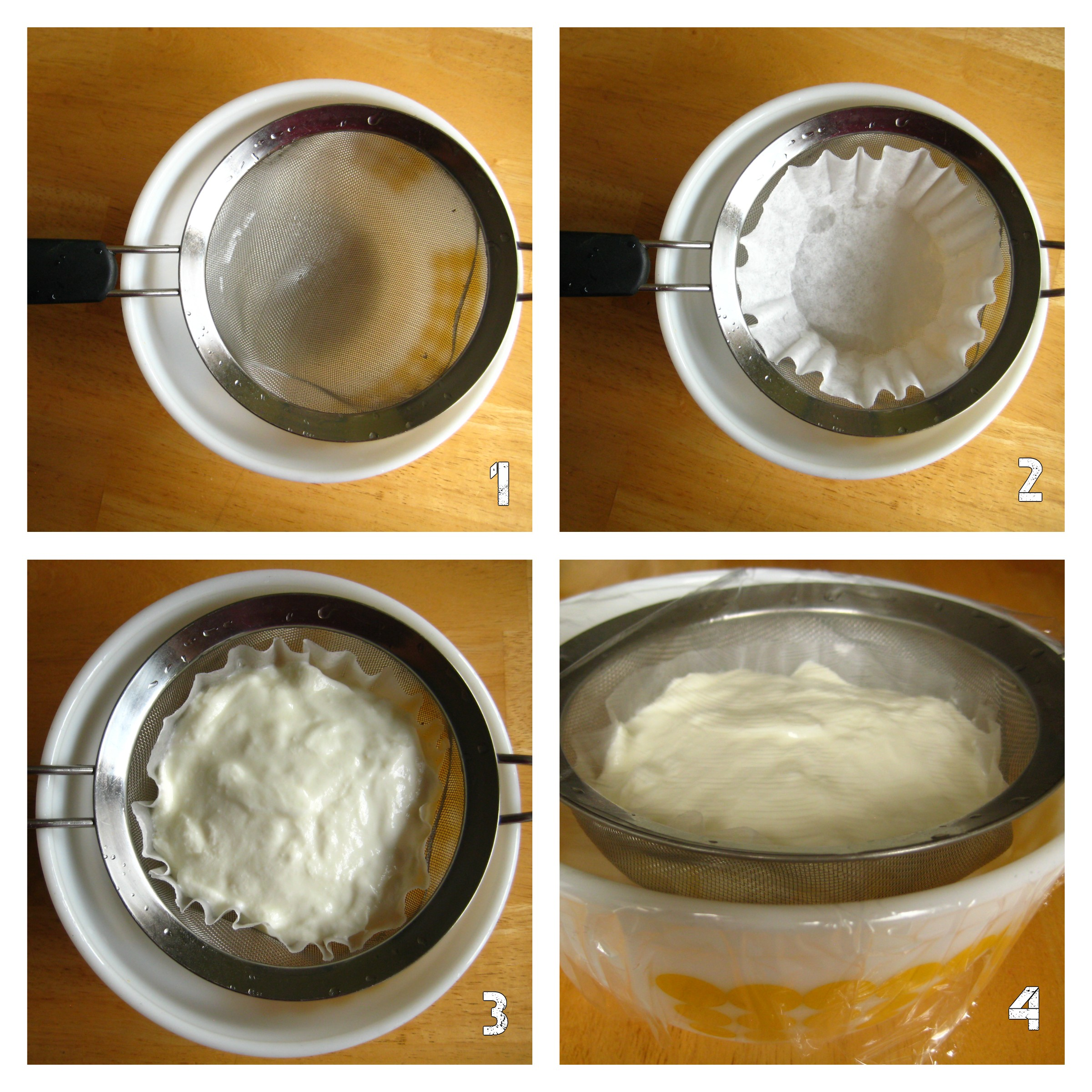
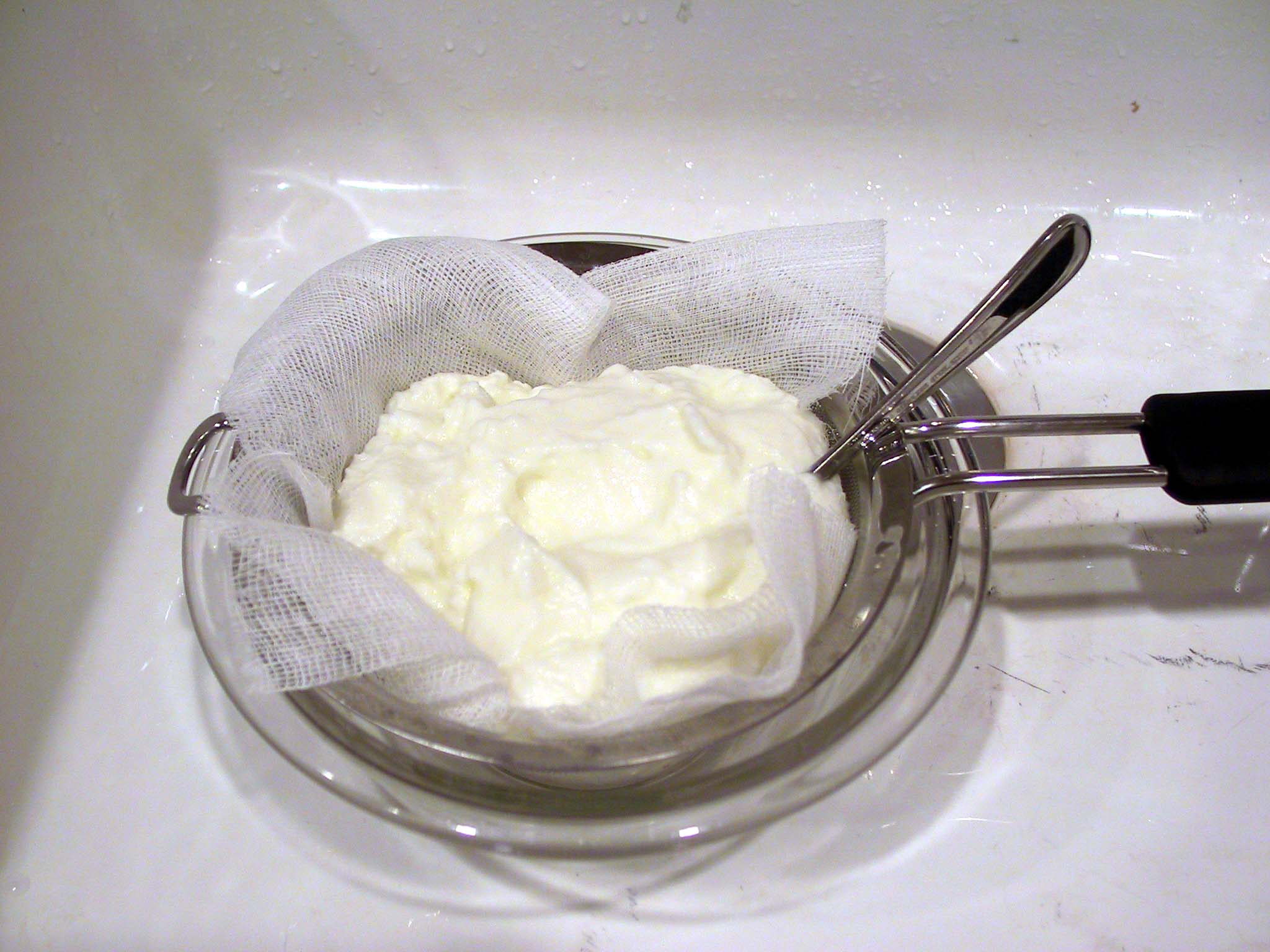
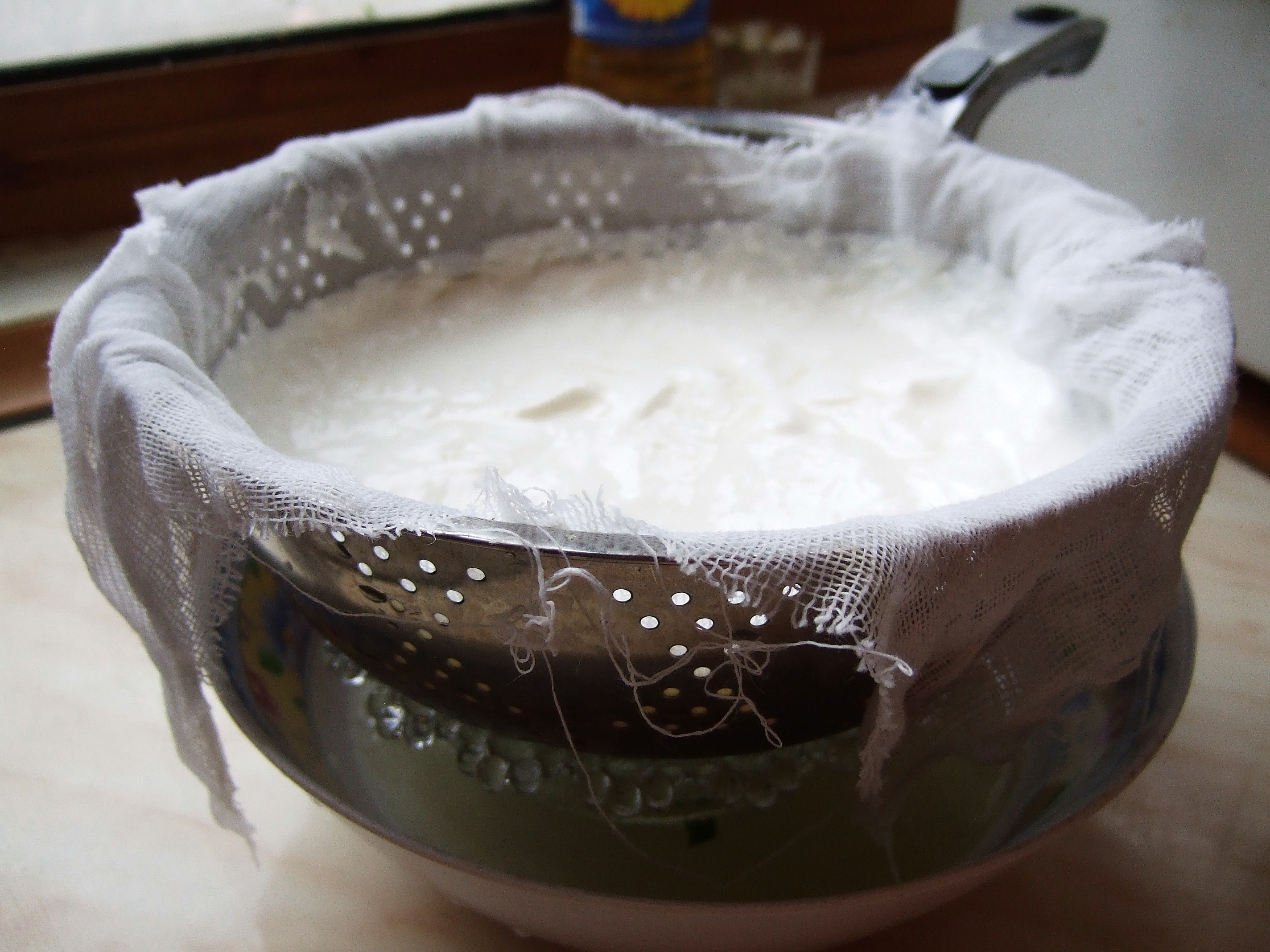

## Variantes

### Yogur griego
Se estima que su origen debe situarse en el área de los Balcanes y cronológicamente podría remontarse al 5000 a. C. El yogur griego figura en numerosas recetas, como la tzatziki.

### Labne

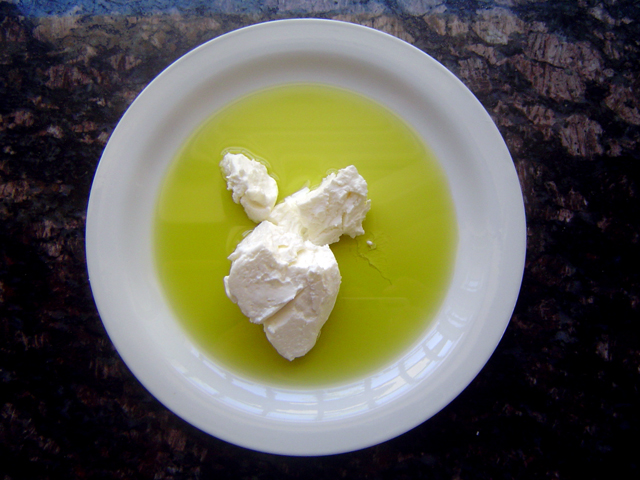
Labne con aceite de oliva

Aunque hoy en día puede encontrarse el labna o labne (لبنة) en los mercados, envasado en frascos de cristal rellenos de bolas de labneh con aceite de oliva, gran parte de las casas de oriente medio elaboran el labneh tradicionalmente casero. Antiguamente los nómadas ponían el yogur de leche de cabra en pieles y con el tiempo se evaporaba a través de los poros hasta que quedaba una pasta a la que se le añadía sal con el objeto de preservarla, para obtener así Ŷamid. Hoy en día el método de elaboración es similar, solo que el yogur se compra en supermercados o tiendas y las pieles son sustituidas por bolsas (redecillas o cedazos) que tras colgarse durante 24 horas dejan la pasta lista para ser empleada. Debido a estas características se denomina también "yogur de invierno" (por su capacidad de conservación) o "yogur concentrado".
El Labneh es un plato muy popular como mezze y es un ingrediente típico de los sándwich. El sabor depende en gran medida del tipo de leche empleado: el labneh procedente de la leche de vaca tiene un sabor algo suave. En el Líbano existe un labneh con un sabor especialmente particular y elaborado con leche de cabra que se denomina Anbariz.